# Acroy
Acroy es un cargo palatino de origen borgoñón similar al de gentilhombre.

## Historia
El cargo se origina, de acuerdo con la etiqueta borgoñona, en la corte de los duques de Borgoña y es mantenido por todos los duques de Borgoña y aún después de la incorporación del Estado Borgoñón a la Casa de Austria. Hizo su aparición en España con la llegada de Juana I y Felipe I de Austria al trono de Castilla. A partir de entonces y gracias a la pervivencia de forma independiente de la casa de Borgoña en la estructura de la corte de los reyes de España desde 1548, se incorpora como parte de la misma. Hasta el siglo XVII continúan nombrándose personas para el cargo.En 1755 eran diez.

## Funciones
Dependían en principio del Mayordomo mayor del rey. Sus funciones no se hallan claramente identificadas pero habían de ser similares a las de los gentilhombres. Se encargaba de acompañar al monarca a la iglesia, en sus viajes incluyendo la guerra. Otros autores citan también en ocasiones como función preeminente, el servicio de la mesa del rey. En cuanto a su jerarquía, los autores coinciden por lo general en colocarlos por debajo de los gentileshombres de casa mas por encima de los costilleres, siendo este oficio como el de acroy, propios de la casa de Borgoña y siendo el de gentilhombre de casa, propio de la de Castilla. Cuando en el siglo XVIII ambas casas quedaron reducidas a una, se unió a los acroys con los gentileshombres de la casa.
Tras consulta del Bureo de fecha 9 de agosto de 1624 y tras la respuesta del Rey, se recoge que tenían derecho de entrar en los aposentos del Regio Alcázar hasta la saleta. Esta decisión se consolida con la reforma de la Casa real de 31 de diciembre de 1624.